# Halowe Mistrzostwa Świata w Lekkoatletyce 2004 – siedmiobój mężczyzn
Siedmiobój mężczyzn – jedna z konkurencji rozgrywanych podczas halowych mistrzostw świata w lekkoatletyce w 2004, zmagania w niej odbyły się w dniach 6-7 marca.
Do konkursu zgłoszonych zostało 8 zawodników z 7 państw.
Zawody w tej konkurencji wygrał reprezentant Czech Roman Šebrle. Drugą pozycję zajął zawodnik ze Stanów Zjednoczonych Bryan Clay, trzecią zaś reprezentujący Rosję Lew Łobodin.

## Wyniki

### Bieg na 60 m
Źródło: 
| Miejsce | Zawodnik             | Państwo           | Wynik | Uwagi |
| ------- | -------------------- | ----------------- | ----- | ----- |
| 1.      | Bryan Clay           | Stany Zjednoczone | 6,65  | PB    |
| 2.      | Lew Łobodin          | Rosja             | 6,90  | SB    |
| 3.      | Erki Nool            | Estonia           | 6,96  | SB    |
| 4.      | Roman Šebrle         | Czechy            | 6,97  | SB    |
| 5.      | Jón Arnar Magnússon  | Islandia          | 7,02  | SB    |
| 6.      | Ranko Leskovar       | Słowenia          | 7,04  |       |
| 7.      | Dmitrij Karpow       | Kazachstan        | 7,04  | PB    |
| 8.      | Aleksandr Pogoriełow | Rosja             | 7,07  |       |

### Skok w dal
Źródło: 
| Miejsce | Zawodnik             | Państwo           | Podejście | Podejście | Podejście | Wynik | Uwagi |
| Miejsce | Zawodnik             | Państwo           | #1        | #2        | #3        | Wynik | Uwagi |
| ------- | -------------------- | ----------------- | --------- | --------- | --------- | ----- | ----- |
| 1.      | Dmitrij Karpow       | Kazachstan        | 7,58      | 7,97      | 7,82      | 7,97  |       |
| 2.      | Roman Šebrle         | Czechy            | 7,80      | 7,96      | X         | 7,96  | SB    |
| 3.      | Bryan Clay           | Stany Zjednoczone | 7,41      | 7,78      | 7,72      | 7,78  | SB    |
| 4.      | Jón Arnar Magnússon  | Islandia          | 7,64      | 7,46      | 7,36      | 7,64  | SB    |
| 5.      | Erki Nool            | Estonia           | X         | 7,57      | 4,90      | 7,57  |       |
| 6.      | Ranko Leskovar       | Słowenia          | 7,15      | 7,52      | 7,34      | 7,52  | SB    |
| 7.      | Aleksandr Pogoriełow | Rosja             | 7,11      | 7,18      | 7,49      | 7,49  |       |
| 8.      | Lew Łobodin          | Rosja             | 7,06      | 7,36      | X         | 7,36  | SB    |

### Pchnięcie kulą
Źródło: 
| Miejsce | Zawodnik             | Państwo           | Podejście | Podejście | Podejście | Wynik | Uwagi |
| Miejsce | Zawodnik             | Państwo           | #1        | #2        | #3        | Wynik | Uwagi |
| ------- | -------------------- | ----------------- | --------- | --------- | --------- | ----- | ----- |
| 1.      | Roman Šebrle         | Czechy            | 15,43     | 16,28     | X         | 16,28 | PB    |
| 2.      | Lew Łobodin          | Rosja             | 15,12     | 15,99     | X         | 15,99 | SB    |
| 3.      | Jón Arnar Magnússon  | Islandia          | 15,77     | 15,72     | X         | 15,77 |       |
| 4.      | Aleksandr Pogoriełow | Rosja             | 14,66     | 15,21     | 15,25     | 15,25 |       |
| 5.      | Dmitrij Karpow       | Kazachstan        | 14,39     | 14,95     | X         | 14,95 | SB    |
| 6.      | Erki Nool            | Estonia           | 14,43     | 14,90     | 14,84     | 14,90 | SB    |
| 7.      | Bryan Clay           | Stany Zjednoczone | 14,84     | 14,16     | X         | 14,84 |       |
| 8.      | Ranko Leskovar       | Słowenia          | X         | 13,05     | X         | 13,05 |       |

### Skok wzwyż
Źródło: 
| Miejsce | Zawodnik             | Państwo           | Wysokość (m) | Wysokość (m) | Wysokość (m) | Wysokość (m) | Wysokość (m) | Wysokość (m) | Wysokość (m) | Wysokość (m) | Wysokość (m) | Wynik | Uwagi |
| Miejsce | Zawodnik             | Państwo           | 1,90         | 1,93         | 1,96         | 1,99         | 2,02         | 2,05         | 2,08         | 2,11         | 2,14         | Wynik | Uwagi |
| ------- | -------------------- | ----------------- | ------------ | ------------ | ------------ | ------------ | ------------ | ------------ | ------------ | ------------ | ------------ | ----- | ----- |
| 1.      | Roman Šebrle         | Czechy            | –            | –            | XO           | –            | O            | O            | O            | O            | XXX          | 2,11  | SB    |
| 2.      | Aleksandr Pogoriełow | Rosja             | –            | –            | O            | XO           | O            | O            | XXO          | XXX          | –            | 2,08  |       |
| 3.      | Bryan Clay           | Stany Zjednoczone | O            | –            | XO           | XO           | O            | XO           | XXO          | XXX          | –            | 2,08  | PB    |
| 4.      | Lew Łobodin          | Rosja             | O            | –            | O            | O            | O            | O            | XXX          | –            | –            | 2,05  | SB    |
| 5.      | Dmitrij Karpow       | Kazachstan        | –            | O            | –            | O            | XXX          | –            | –            | –            | –            | 1,99  |       |
| 6.      | Ranko Leskovar       | Słowenia          | –            | XXO          | O            | XXX          | –            | –            | –            | –            | –            | 1,96  |       |
| 7.      | Jón Arnar Magnússon  | Islandia          | O            | –            | XO           | XXX          | –            | –            | –            | –            | –            | 1,96  | SB    |
| 8.      | Erki Nool            | Estonia           | XO           | O            | XXO          | XXX          | –            | –            | –            | –            | –            | 1,96  |       |

### Bieg na 60 m przez płotki
Źródło: 
| Miejsce | Zawodnik             | Państwo           | Wynik | Uwagi |
| ------- | -------------------- | ----------------- | ----- | ----- |
| 1.      | Bryan Clay           | Stany Zjednoczone | 7,77  | PB    |
| 2.      | Lew Łobodin          | Rosja             | 7,83  | SB    |
| 3.      | Dmitrij Karpow       | Kazachstan        | 7,87  | SB    |
| 4.      | Roman Šebrle         | Czechy            | 7,95  |       |
| 5.      | Jón Arnar Magnússon  | Islandia          | 8,08  | SB    |
| 6.      | Aleksandr Pogoriełow | Rosja             | 8,13  | SB    |
| 7.      | Ranko Leskovar       | Słowenia          | 8,23  |       |
| 8.      | Erki Nool            | Estonia           | 8,33  |       |

### Skok o tyczce
Źródło: 
| Miejsce | Zawodnik             | Państwo           | Wysokość (m) | Wysokość (m) | Wysokość (m) | Wysokość (m) | Wysokość (m) | Wysokość (m) | Wysokość (m) | Wysokość (m) | Wysokość (m) | Wynik | Uwagi |
| Miejsce | Zawodnik             | Państwo           | 4,40         | 4,50         | 4,60         | 4,70         | 4,80         | 4,90         | 5,00         | 5,10         | 5,30         | Wynik | Uwagi |
| ------- | -------------------- | ----------------- | ------------ | ------------ | ------------ | ------------ | ------------ | ------------ | ------------ | ------------ | ------------ | ----- | ----- |
| 1.      | Erki Nool            | Estonia           | –            | –            | –            | –            | –            | –            | –            | XXO          | XXX          | 5,10  | SB    |
| 2.      | Aleksandr Pogoriełow | Rosja             | –            | –            | XO           | –            | O            | O            | XXX          | –            | –            | 4,90  |       |
| 3.      | Bryan Clay           | Stany Zjednoczone | –            | –            | O            | XO           | O            | XO           | XXX          | –            | –            | 4,90  | PB    |
| 4.      | Roman Šebrle         | Czechy            | O            | –            | XO           | –            | O            | XXX          | –            | –            | –            | 4,80  |       |
| 5.      | Lew Łobodin          | Rosja             | –            | –            | –            | –            | XO           | –            | XXX          | –            | –            | 4,80  |       |
| 6.      | Jón Arnar Magnússon  | Islandia          | –            | –            | O            | –            | XXX          | –            | –            | –            | –            | 4,60  |       |
| 7.      | Dmitrij Karpow       | Kazachstan        | XO           | XXO          | O            | XXX          | –            | –            | –            | –            | –            | 4,60  |       |
| 8.      | Ranko Leskovar       | Słowenia          | O            | XXX          | –            | –            | –            | –            | –            | –            | –            | 4,40  |       |

### Bieg na 1000 m
Źródło: 
| Miejsce | Zawodnik             | Państwo           | Wynik   | Uwagi |
| ------- | -------------------- | ----------------- | ------- | ----- |
| 1.      | Roman Šebrle         | Czechy            | 2:39,67 | SB    |
| 2.      | Erki Nool            | Estonia           | 2:41,94 | SB    |
| 3.      | Dmitrij Karpow       | Kazachstan        | 2:42,34 | PB    |
| 4.      | Lew Łobodin          | Rosja             | 2:45,76 | SB    |
| 5.      | Jón Arnar Magnússon  | Islandia          | 2:47,52 | SB    |
| 6.      | Bryan Clay           | Stany Zjednoczone | 2:49,41 | PB    |
| 7.      | Aleksandr Pogoriełow | Rosja             | 2:54,44 | SB    |
| 8.      | Ranko Leskovar       | Słowenia          | 2:55,27 | PB    |

### Ostateczna klasyfikacja
| Miejsce | Zawodnik             | Państwo           | Konkurencje | Konkurencje | Konkurencje | Konkurencje | Konkurencje | Konkurencje | Konkurencje   | Wynik | Uwagi |
| Miejsce | Zawodnik             | Państwo           | 60m         | LJ          | SP          | HJ          | 60H         | PV          | 1000          | Wynik | Uwagi |
| ------- | -------------------- | ----------------- | ----------- | ----------- | ----------- | ----------- | ----------- | ----------- | ------------- | ----- | ----- |
| 01 !    | Roman Šebrle         | Czechy            | 893 (6,97)  | 1050 (7,96) | 869 (16,28) | 906 (2,11)  | 994 (7,95)  | 849 (4,80)  | 877 (2:39,67) | 6438  | WL    |
| 02 !    | Bryan Clay           | Stany Zjednoczone | 1010 (6,65) | 1005 (7,78) | 780 (14,84) | 878 (2,08)  | 1040 (7,77) | 880 (4,90)  | 772 (2:49,41) | 6365  | PB    |
| 03 !    | Lew Łobodin          | Rosja             | 918 (6,90)  | 900 (7,36)  | 851 (15,99) | 850 (2,05)  | 1025 (7,83) | 849 (4,80)  | 810 (2:45,76) | 6203  | SB    |
| 4.      | Dmitrij Karpow       | Kazachstan        | 868 (7,04)  | 1053 (7,97) | 787 (14,95) | 794 (1,99)  | 1015 (7,87) | 790 (4,60)  | 848 (2:42,34) | 6155  | AR    |
| 5.      | Erki Nool            | Estonia           | 897 (6,96)  | 952 (7,57)  | 784 (14,90) | 767 (1,96)  | 900 (8,33)  | 941 (5,10)  | 852 (2:41,94) | 6093  |       |
| 6.      | Aleksandr Pogoriełow | Rosja             | 858 (7,07)  | 932 (7,49)  | 805 (15,25) | 878 (2,08)  | 949 (8,13)  | 880 (4,90)  | 720 (2:54,44) | 6022  |       |
| 7.      | Jón Arnar Magnússon  | Islandia          | 875 (7,02)  | 970 (7,64)  | 837 (15,77) | 767 (1,96)  | 962 (8,08)  | 790 (4,60)  | 792 (2:47,52) | 5993  | SB    |
| 8.      | Ranko Leskovar       | Słowenia          | 868 (7,04)  | 940 (7,52)  | 670 (13,05) | 767 (1,96)  | 925 (8,23)  | 731 (4,40)  | 711 (2:55,27) | 5612  |       |